# Easy Come, Easy Go (filme de 1967)
Easy Come, Easy Go (no Brasil, Meu Tesouro é Você), é um filme de comédia romântica de 1967, dirigido por John Rich e protagonizado por Elvis Presley.

## Sinopse
Ted Jackson (Elvis Presley) é um mergulhador da Marinha que está afastado de seu serviço e aproveita para tirar umas férias. Em um de seus mergulhos, Ted descobre um baú de tesouro de um navio que afundou. O Capitão de um outro navio, Jack (Frank McHugh), diz a Ted que não sabe o que realmente teria nesse baú, porém, ele confirma a Ted que o Capitão daquele navio possui um descendente. O descendente é uma linda moça chamada Jo Symington (Dodie Marshall) que concorda em ajudá-lo, desde que o tesouro seja doado ao centro de artes da comunidade da cidade.

## Elenco
- Elvis Presley: Ted Jackson
- Dodie Marshall: Jo Symington
- Pat Harrington, Jr.: Judd Whitman
- Pat Priest: Dina Bishop
- Skip Ward: Gil Carey
- Elsa Lanchester: Madame Neherina
- Frank McHugh: Capitão Jack
- Sandy Kenyon: Marty Schwartz
- Read Morgan: Ensign Tompkins
- Diki Lerner: Zoltan